# 3942 Churivannia
3942 Churivannia је астероид главног астероидног појаса са средњом удаљеношћу од Сунца која износи 2,390 астрономских јединица (АЈ).
Апсолутна магнитуда астероида је 13,2.